# Bogdan Povh
Bogdan Povh, slovenski fizik, * 20. avgust 1932, Beograd, Kraljevina Jugoslavija, † 14. februar 2024, Heidelberg?, Nemčija.
Povh se je rodil v Beogradu očetu Vekoslavu Povhu (1897-1975) in njegovi ženi Olgi. Družina se je decembra leta 1936 preselila v Ljubljano, kjer je Bogdan začel hoditi v šolo. Septembra 1955 je diplomiral iz fizike na ljubljanski univerzi in se nato zaposlil kot asistent na Institutu "Jožef Stefan". 
Med oktobrom 1957 in decembrom 1959 je delal raziskave na Kalifornijskem tehnološkem inštitutu v Pasadeni (ZDA), med januarjem in julijem 1960 pa je bil asistent na o
Oddelku za fiziko Univerze v Freiburgu (Nemčija). Decembra 1960 je opravil doktorat iz fizike na ljubljanski univerzi, septembra 1962 pa se je vrnil v Freiburg, kjer je nadaljeval službo asistenta. Februarja 1964 je postal redni profesor te univerze. Od 1. junija 1965 je bil pridruženi?/izredni? profesor na Univerzi v Heidelbergu, 8. decembra 1966 pa je tam postal ("osebni"?=naslovni?) redni profesor. Od leta 1968 je bil tudi član stalne skupine fizikov v CERNu.
Leta 1975 je postal (dolgoletni) direktor Inštituta Maxa Plancka za jedrsko fiziko (MPIK) v Heidelbergu. Med letoma 1989 in 1997 je bil urednik znanstvene revije Zeitschrift für Physik A, ter med letoma 1998 in 2000 urednik revije The European Physical Journal A.
Med januarjem in julijem 1997 je bil gostujoči profesor na Kalifornijski univerzi v Berkeleyju.
Od septembra 2000 je imel naziv zaslužnega profesorja Univerze v Heidelbergu in? Instituta? Maxa Plancka. Bogdan Povh je bil tudi dopisni član Slovenske akademije znanosti in umetnosti. Leta 2018 je prejel priznanje ambasadorja znanosti Republike Slovenije.

## Priznanja in nagrade
- dopisni član SAZU (1977)
- Stern-Gerlachova medalja Nemškega fizikalnega društva (marec 2005)
- ambasador Republike Slovenije v znanosti